# Tournoi pré-olympique de l'AFC 1991-1992, premier tour, groupe D
Navigation
Groupe C Groupe E
Cet article donne les résultats des matches du groupe D lors du premier tour du tournoi pré-olympique de l'AFC 1991-1992.

## Villes et stades
Le rencontres allers ont été disputées à Séoul en Corée du Sud du 18 au 26 mai 1991 et les matches retours à Kuala Lumpur en Malaisie entre le 26 juin et le 7 juillet 1991.
| \| Kuala Lumpur Séoul \| |
| Kuala Lumpur Séoul       |

| Kuala Lumpur Séoul |

## Classement
| Rang | Équipe           | Pts | J | G | N | P | Bp | Bc | Diff |  | Résultats (▼ dom., ► ext.) |     |     |     |     |      |
| ---- | ---------------- | --- | - | - | - | - | -- | -- | ---- |  | -------------------------- | --- | --- | --- | --- | ---- |
| 1    | Corée du Sud     | 15  | 8 | 7 | 1 | 0 | 30 | 1  | +29  |  | Corée du Sud               |     | 2-1 | 0-0 | 6-0 | 10-0 |
| 2    | Thaïlande (en)   | 10  | 8 | 5 | 0 | 3 | 25 | 9  | +16  |  | Thaïlande (en)             | 0-2 |     | 4-1 | 4-0 | 6-0  |
| 3    | Malaisie (en)    | 9   | 8 | 4 | 1 | 3 | 13 | 7  | +6   |  | Malaisie (en)              | 0-2 | 1-0 |     | 0-1 | 5-0  |
| 4    | Bangladesh (en)  | 6   | 8 | 3 | 0 | 5 | 14 | 15 | -1   |  | Bangladesh (en)            | 0-1 | 2-3 | 0-1 |     | 3-0  |
| 5    | Philippines (en) | 0   | 8 | 0 | 0 | 8 | 1  | 51 | -50  |  | Philippines (en)           | 0-7 | 1-7 | 0-5 | 0-8 |      |

## Détail des rencontres
| 1ère journée | Corée du Sud | 10 - 0  | Philippines (en) | Stade olympique Séoul, Corée du Sud               |                                                   |
| 18 mai 1991  | Seo Jung-won 14e 21e 52e · Kim Gwi-hwa (en) 26e 89e · Na Seung-hwa (en) 34e · Kim In-wan (en) 43e · Noh Jung-yoon 62e · Shin Tae-yong 70e · Kwon Tae-kyu 74e                                                     | (5 - 0) | | Spectateurs : 4 000 Arbitrage : Zulkifli Chaniago | Spectateurs : 4 000 Arbitrage : Zulkifli Chaniago |
| 18 mai 1991  | Kim Bong-soo - Kang Chul, Lee Moon-seok, Gwak Kyung-keun (en), Na Seung-hwa (en) - Shin Tae-yong, Kim Gwi-hwa (en), Noh Jung-yoon, Lee Ki-bum (it) ( Kim Ki-nam) - Seo Jung-won ( Kwon Tae-kyu), Kim In-wan (en) | Équipes | Doctora - Saluria, Bautista, L. Kalalang, N. Kalalang - Tornilla, Dioso, Piñero (en) ( Carmona), Berja - Fegidero (en) ( Piao), del Rosario | Spectateurs : 4 000 Arbitrage : Zulkifli Chaniago | Spectateurs : 4 000 Arbitrage : Zulkifli Chaniago |

| 18 mai 1991 | Bangladesh (en)            | 2 - 3   | Thaïlande (en)                                | Stade olympique Séoul, Corée du Sud |                                 |
|             | Rana 50e · Sabbir (en) 89e | (0 - 2) | Noonoi 23e · Srimaka 32e · Suwannang (en) 75e | Arbitrage : Abdul Manan Shariff     | Arbitrage : Abdul Manan Shariff |

| 2ème journée | Philippines (en) | 0 - 5   | Malaisie (en) | Stade olympique Séoul, Corée du Sud |                            |
| 20 mai 1991  |                  | (0 - 2) | Adnan Azman 26e 88e · King Kong 44e 70e · Mokhtar 89e                                                                                        | Arbitrage : Shoei Biau Shy          | Arbitrage : Shoei Biau Shy |
| 20 mai 1991  | Saluria          | Équipes | Kim Boon - Che Rose, Fauzi, Kok Sum, Ismail - Thean Ewe, Wai Loon, King Kong ( Mohamed (en)), Ibrahim ( Mokhtar) - Adnan (en), Kim Swee (en) | Arbitrage : Shoei Biau Shy          | Arbitrage : Shoei Biau Shy |

| 20 mai 1991 | Corée du Sud | 6 - 0 | Bangladesh (en) | Stade olympique Séoul, Corée du Sud                  |                                                      |
| | Lee Ki-bum (it) 4e · Na Seung-hwa (en) 27e · Gwak Kyung-keun (en) 59e · Noh Jung-yoon 69e · Kwon Tae-kyu 81e · Han Jung-gook 89e | (2 - 0) |                 | Spectateurs : 3 500 Arbitrage : Samuel Yam-Ming Chan | Spectateurs : 3 500 Arbitrage : Samuel Yam-Ming Chan |
| Kim Bong-soo - Kang Chul, Lee Moon-seok, Lee Lim-saeng, Shin Tae-yong ( Han Jung-gook) - Na Seung-hwa (en) , Noh Jung-yoon, Kim Gwi-hwa (en), Lee Ki-bum (it) - Seo Jung-won ( Kwon Tae-kyu), Gwak Kyung-keun (en) | Équipes | Abdullah Lahul - Bikash Dewan, Masud Rana, Shohel Raza, Jewel Rana - Arif Hossain, Sabbir (en), Sadequl Uttam ( Mahboub Hossain), Alamgir Hassan - Joarder Mamun, Ahmed Nakib ( Gholam Gaus) |                 | Spectateurs : 3 500 Arbitrage : Samuel Yam-Ming Chan | Spectateurs : 3 500 Arbitrage : Samuel Yam-Ming Chan |

| 3ème journée | Bangladesh (en) | 0 - 1   | Malaisie (en) | Stade olympique Séoul, Corée du Sud |                             |
| 22 mai 1991  |                 | (0 - 1) | Adnan (en) 37e | Arbitrage : Masahiro Sogawa         | Arbitrage : Masahiro Sogawa |
| 22 mai 1991  |                 | Équipes | Kim Boon - Ismail, Fauzi, Che Rose, Kok Sum - Kim Swee (en), Thean Ewe, Wai Loon ( Selamat), King Kong - Adnan (en) ( Mokhtar), Ibrahim | Arbitrage : Masahiro Sogawa         | Arbitrage : Masahiro Sogawa |

| 22 mai 1991 | Corée du Sud                         | 2 - 1 | Thaïlande (en) | Stade olympique Séoul, Corée du Sud                  |                                                      |
| | Seo Jung-won 50e · Han Jung-gook 81e | (0 - 0) | Praphan 65e    | Spectateurs : 5 000 Arbitrage : Ahmed Ibrahim Hakeem | Spectateurs : 5 000 Arbitrage : Ahmed Ibrahim Hakeem |
| Kim Bong-soo - Kang Chul, Lee Moon-seok, Lee Lim-saeng, Shin Tae-yong ( 80e Han Jung-gook) - Na Seung-hwa (en) , Noh Jung-yoon, Kim Gwi-hwa (en), Lee Ki-bum (it) - Seo Jung-won, Kwon Tae-kyu ( Kim In-wan (en)) | Équipes                              | Hungsuwannakool - Sing (en), Thongsuk, Sujja (en), Khunkarekroad - Jaturapattarapong, Pobprasert (en) ( Srisang), Akson, Kunsut - Nounoi, Srimaka ( Dechpramaunphol) |                | Spectateurs : 5 000 Arbitrage : Ahmed Ibrahim Hakeem | Spectateurs : 5 000 Arbitrage : Ahmed Ibrahim Hakeem |

| 4ème journée | Thaïlande (en)                            | 4 - 1   | Malaisie (en) | Stade olympique Séoul, Corée du Sud |                             |
| 24 mai 1991  | Srimaka 19e 59e · Dechpramaunphol 31e 78e | (2 - 0) | Ibrahim 89e | Arbitrage : Mohammed Riyahi         | Arbitrage : Mohammed Riyahi |
| 24 mai 1991  |                                           | Équipes | Kim Boon - Fauzi ( V. Thinagaran), Che Rose, Chee Wan Hoe ( Ibrahim), Kok Sum - Kim Swee (en), Thean Ewe, Wai Loon, Mokhtar - King Kong, Mohamed (en) | Arbitrage : Mohammed Riyahi         | Arbitrage : Mohammed Riyahi |

| 24 mai 1991 | Philippines (en) | 0 - 8   | Bangladesh (en)                                    | Stade olympique Séoul, Corée du Sud |                                |
|             |                  | (? - ?) | Ahmed Nakib ?? · Joarder Mamun ?? · Sabbir (en) ?? | Arbitrage : Jose Manuel Santos      | Arbitrage : Jose Manuel Santos |

| 5ème journée | Philippines (en) | 1 - 7   | Thaïlande (en)                                                              | Stade olympique Séoul, Corée du Sud |                                  |
| 26 mai 1991  | Maro (en) 90e    | (0 - 1) | Jaturapattarapong 18e · Noonoi 47e · Srimaka 57e 71e · Maliphun 64e 66e 73e | Arbitrage : Ahmed Ibrahim Hakeem    | Arbitrage : Ahmed Ibrahim Hakeem |

| 26 mai 1991 | Corée du Sud | 0 - 0 | Malaisie (en) | Stade olympique Séoul, Corée du Sud              |                                                  |
| |              | (0 - 0) |               | Spectateurs : 30 000 Arbitrage : Mohammed Riyahi | Spectateurs : 30 000 Arbitrage : Mohammed Riyahi |
| Kim Bong-soo - Kang Chul, Lee Moon-seok, Lee Lim-saeng, Na Seung-hwa (en) - Noh Jung-yoon, Kim Gwi-hwa (en), Kim Ki-nam ( Kim Tae-jin), Lee Ki-bum (it) - Seo Jung-won, Kwon Tae-kyu ( Gwak Kyung-keun (en)) | Équipes      | Kim Boon - S. Ismail ( Adnan (en)), Che Rose, Shum Woh, G. Ismail - Selamat, Thean Ewe, Wai Loon, Mokhtar - King Kong, Ibrahim ( Kim Swee (en)) |               | Spectateurs : 30 000 Arbitrage : Mohammed Riyahi | Spectateurs : 30 000 Arbitrage : Mohammed Riyahi |

| 6ème journée | Malaisie (en)     | 1 - 0   | Thaïlande (en)           | Stadium Merdeka Kuala Lumpur, Malaisie         |                                                |
| 29 juin 1991 | Kim Swee (en) 54e | (0 - 0) |                          | Spectateurs : 30 000 Arbitrage : Shizuo Takada | Spectateurs : 30 000 Arbitrage : Shizuo Takada |
| 29 juin 1991 |                   | Équipes | Sringumngan , Sujja (en) | Spectateurs : 30 000 Arbitrage : Shizuo Takada | Spectateurs : 30 000 Arbitrage : Shizuo Takada |

| 29 juin 1991 | Philippines (en) | 0 - 7 | Corée du Sud | Stadium Merdeka Kuala Lumpur, Malaisie           |                                                  |
| |                  | (0 - 2) | Kim Gwi-hwa (en) 2e 11e · Kim Ki-nam 47e · Kwon Tae-kyu 50e · Han Jung-gook 57e · Lee Moon-seok 72e · Seo Jung-won 83e | Spectateurs : 30 000 Arbitrage : Sagar Kumar Sen | Spectateurs : 30 000 Arbitrage : Sagar Kumar Sen |
| Sabacan - Bautista, Maro (en), R. Piñero, Tonog - Dioso ( Carmona), Berja, M. Piñero (en), Kalalang - del Rosario, Fegidero (en) | Équipes          | Kim Bong-soo - Shin Tae-yong, Lee Moon-seok, Gwak Kyung-keun (en), Noh Jung-yoon - Kim Tae-jin ( Han Jung-gook), Hwang Kyu-ryong, Kim Gwi-hwa (en), Kim Ki-nam - Seo Jung-won, Kwon Tae-kyu ( Kang Chul) | | Spectateurs : 30 000 Arbitrage : Sagar Kumar Sen | Spectateurs : 30 000 Arbitrage : Sagar Kumar Sen |

| 7ème journée     | Malaisie (en) | 0 - 2   | Corée du Sud | Stadium Merdeka Kuala Lumpur, Malaisie |                           |
| 1er juillet 1991 | | (0 - 2) | Kim Ki-nam 16e · Seo Jung-won 19e | Arbitrage : Shizuo Takada              | Arbitrage : Shizuo Takada |
| 1er juillet 1991 | Kim Boon - Kok Sum, Che Rose, Selamat, Raffar - Kim Swee (en) ( Ibrahim), Mokhtar, Rahman ( Ismail), Wai Loon - King Kong, G. Ismail | Équipes | Kim Bong-soo - Kang Chul, Lee Lim-saeng, Lee Moon-seok, Noh Jung-yoon ( Hwang Kyu-ryong) - Shin Tae-yong, Kim Gwi-hwa (en), Kim Ki-nam, Lee Ki-bum (it) ( Han Jung-gook) - Seo Jung-won, Gwak Kyung-keun (en) | Arbitrage : Shizuo Takada              | Arbitrage : Shizuo Takada |

| 1er juillet 1991 | Thaïlande (en)                  | 4 - 0   | Bangladesh (en) | Stadium Merdeka Kuala Lumpur, Malaisie |                               |
|                  | Suwanwela 36e 65e 85e · ? (csc) | (1 - 0) |                 | Arbitrage : Mohamed Al Malood          | Arbitrage : Mohamed Al Malood |

| 8ème journée   | Bangladesh (en) | 0 - 1   | Corée du Sud | Stadium Merdeka Kuala Lumpur, Malaisie |                           |
| 3 juillet 1991 | | (0 - 1) | Noh Jung-yoon 27e | Arbitrage : Odeh Al-Rahal              | Arbitrage : Odeh Al-Rahal |
| 3 juillet 1991 | Abdullah Lahul - Shohel Raza, Hafiz Ahmed, Masud Rana, Jewel Rana - Arif Hossain , Gholam Gaus ( Sadequl Uttam), Alamgir Hassan, Ahmed Nakib - Joarder Mamun, ? | Équipes | Kim Bong-soo - Kang Chul, Lee Lim-saeng, Lee Moon-seok, Noh Jung-yoon - Shin Tae-yong, Kim Gwi-hwa (en) ( 46e Han Jung-gook), Kim Ki-nam, Lee Ki-bum (it) - Seo Jung-won, Kim In-wan (en) ( 46e Kwon Tae-kyu) | Arbitrage : Odeh Al-Rahal              | Arbitrage : Odeh Al-Rahal |

| 3 juillet 1991 | Malaisie (en)                                    | 5 - 0   | Philippines (en) | Stadium Merdeka Kuala Lumpur, Malaisie |                        |
|                | Mokhtar 7e 54e 58e · Ibrahim 14e · King Kong 37e | (3 - 0) |                  | Arbitrage : U Tin Aung                 | Arbitrage : U Tin Aung |

| 9ème journée   | Bangladesh (en)                                       | 3 - 0   | Philippines (en) | Stadium Merdeka Kuala Lumpur, Malaisie   |                                          |
| 5 juillet 1991 | Sadequl Uttam 1re · Masud Rana 46e · Intaez Ahmad 76e | (1 - 0) |                  | Arbitrage : Ali Al Hosni Ali Bin Mubarak | Arbitrage : Ali Al Hosni Ali Bin Mubarak |

| 5 juillet 1991 | Thaïlande (en) | 0 - 2 | Corée du Sud          | Stadium Merdeka Kuala Lumpur, Malaisie |                                |
| |                | (0 - 0) | Choi Moon-sik 69e 73e | Arbitrage : Mohammed Al-Swayel         | Arbitrage : Mohammed Al-Swayel |
| Chaisuthimeteekul - Sing (en), Thongsuk, Sujja (en), Khunkarekroad - Jaturapattarapong ( Pobprasert (en)), Srtaroon ( Srisang), Kunsut, Suwanwela - Akson, Santawong (en) | Équipes        | Yoo Young-rok - Baek Seung-dae, Hwang Kyu-ryong, Gwak Kyung-keun (en), Han Jung-gook - Kim Tae-jin ( Lee Moon-seok), Kim Yong-bum, Lee Ki-bum (it), Kim In-wan (en) - Choi Moon-sik, Kwon Tae-kyu |                       | Arbitrage : Mohammed Al-Swayel         | Arbitrage : Mohammed Al-Swayel |

| 10ème journée  | Thaïlande (en)                                     | 6 - 0   | Philippines (en) | Stadium Merdeka Kuala Lumpur, Malaisie |                           |
| 7 juillet 1991 | Suwanwela 30e 49e 54e · Akson 37e 89e · Kunsut 43e | (3 - 0) |                  | Arbitrage : Odeh Al-Rahal              | Arbitrage : Odeh Al-Rahal |

| 7 juillet 1991 | Malaisie (en) | 0 - 1      | Bangladesh (en) | Stadium Merdeka Kuala Lumpur, Malaisie |                        |
|                |               | (0 - 1)    | Ahmed Nakib 43e | Arbitrage : Haiseng Li                 | Arbitrage : Haiseng Li |
|                | Équipes       | Jewel Rana |                 | Arbitrage : Haiseng Li                 | Arbitrage : Haiseng Li |